# Стефаноберикс
Стефаноберикс (лат. Stephanoberyx monae) — вид лучепёрых рыб, единственный  представитель рода стефанобериксов (Stephanoberyx) из семейства стефанобериксовых.
Распространены в западной части Атлантического океана от Новой Англии до Мексиканского залива, в Карибском море и у Малых Антильских островов. Встречаются на глубине 945—4777 м.
Чешуя шиповатая. Жаберных тычинок 12–15+25–27. Максимальная длина тела 8,1 см.